# Schweizer Bergführerverband
Der Schweizer Bergführerverband SBV (französisch: Association suisse des guides de montagne ASGM, englisch: Swiss Mountain Guides Association) ist die Dachorganisation der Schweizer Bergführer und ihren regionalen und kantonalen Bergführerverbänden mit Sitz in Bern.

## Ziele
Der SBV definiert seine Werte und Ziele durch sein Leitbild und die Berufsstandards.
- Er ist als Organisation der Bergführer, Wanderleiter, Kletterlehrer und Seilzugangsspezialisten offen für Neuerungen.
- Er setzt sich für den Erhalt der Natur und die Wahrung der Berufsinteressen seiner Mitglieder ein.
- Er befürwortet den freien Markt und verlangt im Interesse der Sicherheit von allen Anbietern einen hohen Ausbildungsstandard.
- Er setzt sich für eine gründliche Berufsausbildung mit zeitgemässem Lehrangebot ein, das den menschlichen, technischen und fachlichen Ansprüchen seiner Mitglieder gerecht wird. Priorität hat die Unfallverhütung: Die Mitglieder des SBV geben bereitwillig Auskünfte über Routenverhältnisse und Material, die Rettung von in Not geratenen Menschen ist für sie ein ethisches Gebot.

## Organisation
Der SBV ist der Dachverband für 1800 Mitglieder (davon 115 Frauen), darunter 42 Bergführerinnen und 1492 Bergführer sowie 8 Regionalverbände, und 21 Sektionen (lokale Bergführerverbände) (Stand 2020). Das Führungsorgang ist der Zentralvorstand. Er vertritt den SBV nach aussen und ist gegenüber der Delegiertenversammlung verantwortlich. Dazu kommen eine Reihe von Kommissionen.
Eine ständige Geschäftsstelle ist für die Administration zuständig.

## Geschichte
1129 wurde erstmals eine Führertätigkeit von Einheimischen für Pilger, Händler und sonstige Alpenreisende am Grossen St. Bernhard erwähnt. Mit der europäischen Aufklärung richtete sich das Interesse insbesondere auf die Alpen in der Schweiz. Bei der Besteigung der Jungfrau 1811 führten Walliser Gemsjäger die Herren auf den Gipfel, ein interessanter Nebenverdienst für die einfachen Bauern. Im französischen Chamonix schlossen sich 1832 die Bergführer zusammen, um die Bergführerzulassung und die Tarife zu regeln. St. Niklaus VS gilt in der zweiten Hälfte des 19. Jahrhunderts als Wiege des professionellen Alpinismus. Heute befindet sich dort das erste Bergführermuseum.

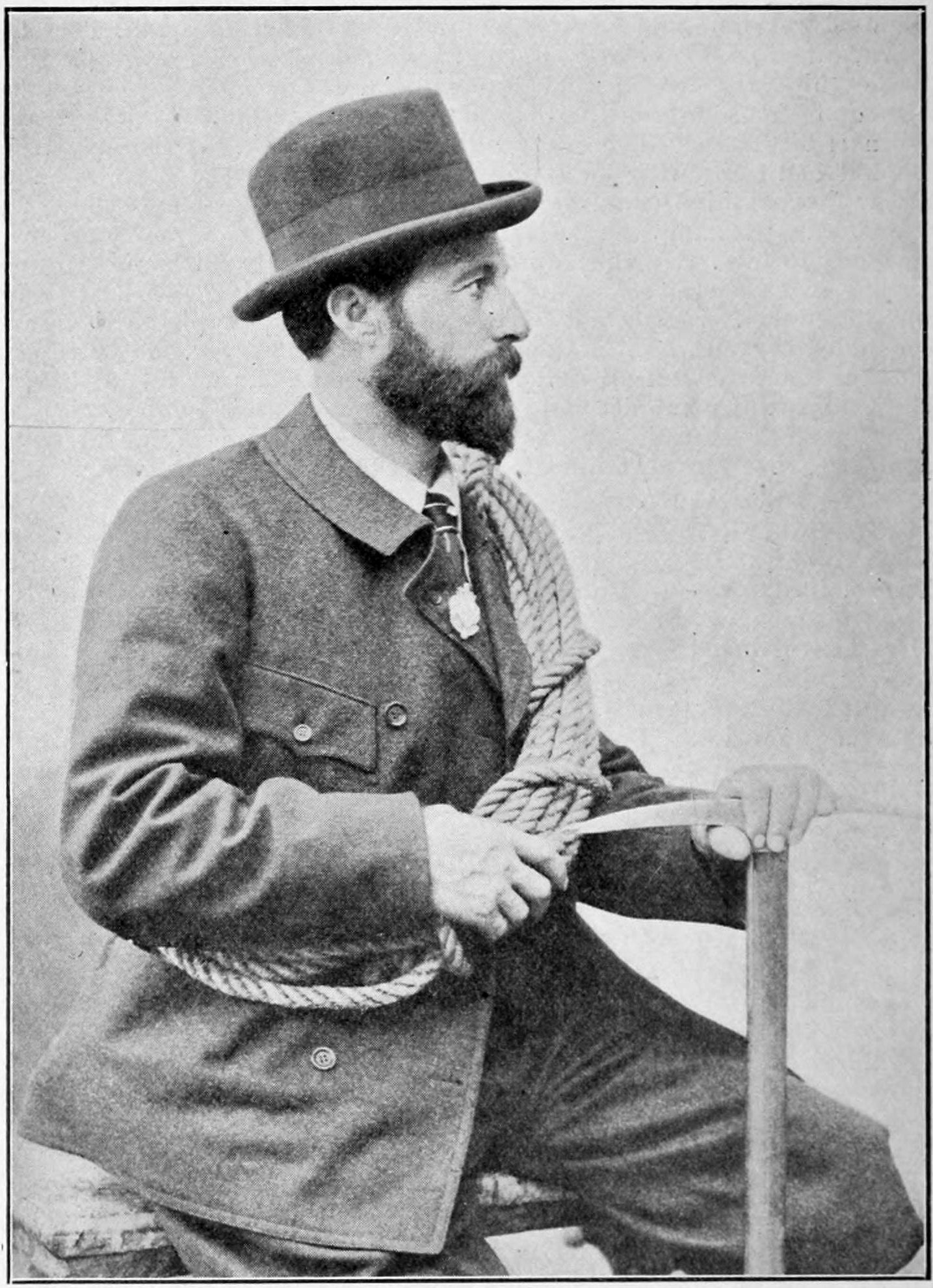
Eduard Feuz, Selkirk Mountains

Um die Mitte des 19. Jahrhunderts begann das Goldene Zeitalter des Alpinismus, mit dem sich der eigentliche Bergführerberuf entwickelte. Vor allem britische Alpinisten mit Bergführern aus der Schweiz und Frankreich führten Erstbesteigungen der hohen Gipfel der Westalpen durch. Die Schweizer Kantone erliessen die ersten Reglemente, Verordnungen und Gesetze für den Bergführerberuf. Der Kanton Bern führte 1856 ein Regelwerk ein. Ein Jahr später folgte das Wallis (1870 die Patenpflicht) und 1863 wurde der Schweizer Alpen-Club gegründet, der Listen mit geeigneten Bergführer anlegte.
1858 schlossen sich Zaniglaser und Zermatter Bergführer zusammen, weitere lokale Bergführervereine entstanden in: Grindelwald 1857, Zermatt 1858, Pontresina 1871, Haslital 1893, Arosa 1926, Saastal 1927, Chur 1971, Rhonetal 1989, Surselva 1991.
1899 stellte die Canadian Pacific Railway 27 Schweizer Bergführer aus Interlaken ein. Sie begannen in der Station Glacier House beim Rogers Pass die Gäste professionell zu begleiten und bald in allen Eisenbahnhotels. Damit begann die Eroberung der kanadischen Rocky Mountains unter anderen durch die von der Canadian Pacific Railway angestellten Bergführer Eduard Feuz, Christian Hasler, Peter Kaufmann.
Um 1900 schlossen sich die lokalen Bergführervereine zu Kantonalvereinen zusammen: Glarus 1864, Graubünden 1871, Wallis 1909, Bern 1906, Uri 1916, Unterwalden 1912, Waadt 1948.
Die Berner und Urner Bergführer gründeten 1906 in Interlaken den Verband schweizerischer Bergführer (VSB), der 1929 vom Schweizerischen Bergführerverband (SBV) abgelöst wurde. Der eigentliche Aufschwung der Verbandstätigkeit kam nach dem Zweiten Weltkrieg unter der Leitung von Christian Rubi und dessen Nachfolgern.
Seit 1965 ist der Schweizer Bergführerverband Mitglied der Internationalen Vereinigung der Bergführerverbände IVBV.
1984 begann Nicole Niquille als erste Frau den Bergführerkurs. Da die Bergführerausbildung Frauen bis anhin verwehrt war, meldete sie sich als Mann an. 1986 schloss sie die Ausbildung erfolgreich ab.
Im Jahr 1998 gab es rund 1300 Bergführer und 11 Bergführerinnen. Davon war etwa die Hälfte aktiv und ein Viertel vollberuflich tätig. Der erste Bergführerkurs wurde in Interlaken abgehalten und dauert eine Woche. Der Beruf Bergführer wurde 1992 vom BIGA (heute Bundesamt für Berufsbildung und Technologie BBT) anerkannt. Die Ausbildung erstreckt sich heute über drei Jahre und ist eine theoretische und praktische Ausbildung im Sommer und Winter. Sie wird vom 1969 gegründeten Schweizerischen Verband der Bergsteigerschulen an 29 Ausbildungsstätten zwischen Genf und Pontresina durchgeführt (Stand 2000).

## Partnerverbände

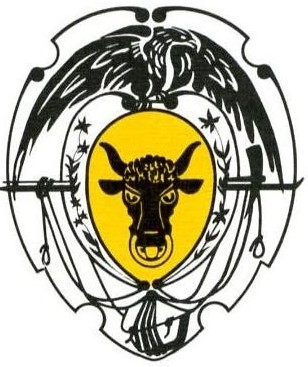
Urner Bergführerabzeichen von 1888

### Ehrenmitglieder
- Daniel Lauber
- Werner Munter
- Nicole Niquille, erste Schweizer Bergführerin
- Urs Wiget
- Wolfgang Wörnhard

### Präsidenten
- 1975–1979: Bernhard Truffer, Uvrier
- 1980–1983: Gubert Luck, Malix-Brambrüasch
- 1987–1991: Hermann Biner, Zermatt
- 1995–1999: Armin Oehrli, Gstaad
- 2003–2006: Patrick Hilber, Schönenberg
- 2006–2008: Georg Flepp. Chur
- 2009 ad interim: Dominik Hunziker, Samedan
- 2009–2013: Urs Wellauer, Meiringen
- 2013–2016: Pierre Mathey, Martigny
- 2016–2021: Marco Mehli, La Punt Chamues-ch
- seit 2021: Rita Christen, Disentis

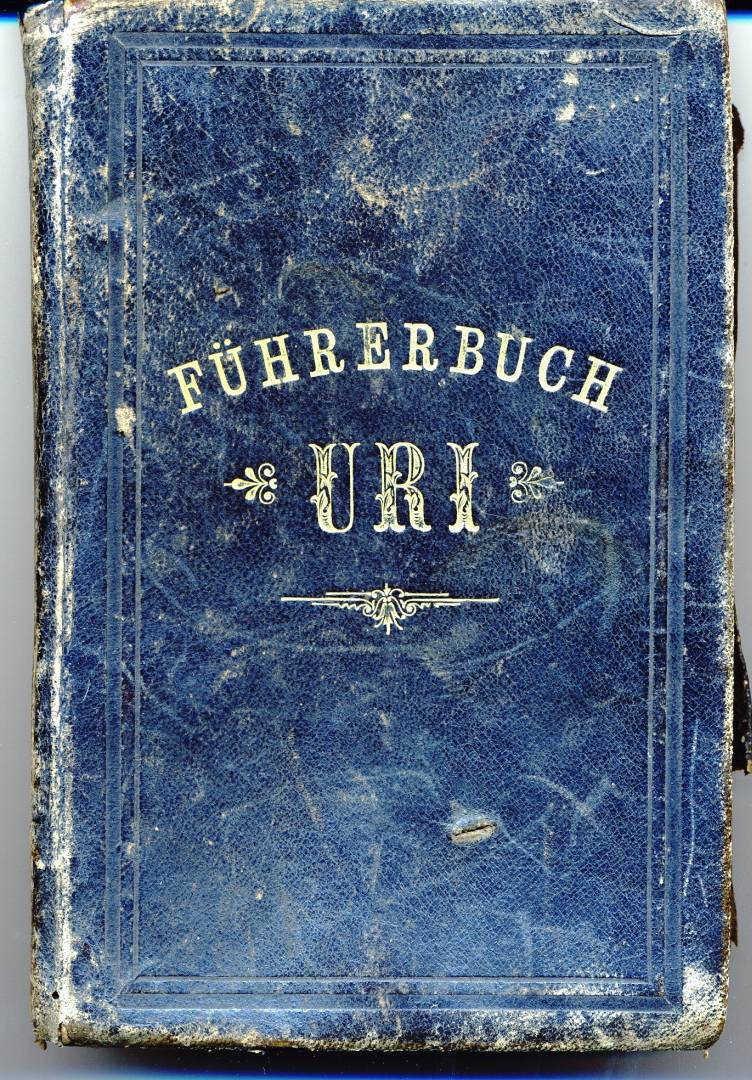
Führerbuch von Josef Gasser-Gasser 1907

## Mitgliedschaften
Der SBV ist Mitglied bei folgenden Organisationen:
- Schweizer Alpen-Club SAC
- Kern-Ausbildungsteam Lawinenprävention KAT, WSL-Institut für Schnee- und Lawinenforschung SLF
- Swiss Snowsports SSSA (Dachverband der Schweizer Skischulen und -lehrer)
- Schweizerische Gesellschaft für Gebirgsmedizin SGGM
- Beratungsstelle für Unfallverhütung BFU
- Schweizerische Arbeitsgemeinschaft für die Berggebiete SAB
- Natur & Freizeit
- Schweizerischer Gewerbeverband SGV
- Schweizer Tourismusverband STV
- Handel Schweiz AK 71
- Internationale Vereinigung der Bergführerverbände IVBV

## Partnerverbände
- Armee Kompetenzzentrum Gebirgsdienst der Armee (Komp Zen Geb D A), Andermatt
- Jugend+Sport (J+S)
- Swiss Outdoor Association (SOA)
- Schweizer Wanderleiter (SWL)